# Эотеод
Эотеод (др.-англ. Éothéod) — в легендариуме Толкина племя людей Севера, ставших предками рохиррим.

## Этимология названия
Слово, обозначающее «конные люди», составлено из староанглийских слов эох (др.-англ. éoh) — «конь», или «боевой конь» и теод (др.-англ. théod) — «люди», «народ»; также оно напоминает древнескандинавское слово йосйод (др.-сканд. jóþjóð) — «конные люди». Толкин использовал это слово также и для обозначения земли, занимаемой этими людьми в Долине Андуина.

## Происхождение
«Неоконченные сказания» повествуют о том, как Эотеод возник после Битвы на равнине, в которой Гондор и люди Севера сражались с истерлингами на равнинах к югу от Лихолесья в 1856 г. Т.Э. Нармакил II, король Гондора, и Мархари, вождь северян, были убиты в бою. Сын Мархари, Марвхини, отступил с остатками войска в низовья Долины Андуина, расположенные между Карроком и Ирисными Полями. Там к ним со временем присоединились беженцы из других групп северян, что привело к созданию упорядоченной структуры с Марвхини во главе её.
Несколько столетий спустя, в 1977 г. Т.Э., в поисках жизненного пространства Фрумгар привёл Эотеод на север, в верховья Долины Андуина, изгнав оттуда остатки ангмарцев, живших там после разгрома своего королевства. Эотеод занял земли к северу от Лихолесья, от Мглистых гор до Лесной реки. Их главный город («единственное укреплённое городище») был построен в месте, где великая река Андуин соединяется с реками Лангвелл (Долгий Исток) и Грейлин (Сероструй), и была названа Фрамсбургом в честь сына Фрумгара, Фрама.
Фрам убил дракона Скату и, по некоторых легендам, был убит в последующем конфлитке между Эотеодом и гномами, возникшим при делёжке богатств Скаты; результатом, по словам Толкина, было то, что «не было большой любви между Эотеодом и гномами».
Несколько сотен лет спустя потомок Фрама Леод был убит, пытаясь укротить коня Феларофа, первого из меарас Рохана. Его сын, Эорл Юный, укротил коня, взяв его себе в качестве виры за смерть отца. Через некоторое время Эорл стал предводителем Эотеода.
Вскоре после этого, в правление Кириона, наместника Гондора, границы Гондора подверглись мощному нашествию народа балхот. Кирион послал гонцов к Эотеоду, прося их о помощи и, предвидя, что от спасения Гондора зависит в конечном счёте и судьба всего Запада, Эорл привёл всё войско Эотеода на помощь Гондору, оставив только очень старых и очень молодых для защиты своего народа. Всадники прибыли как раз вовремя и помогли армии Гондора в битве на поле Келебранта.
После поражения балхот Кирион отдал в дар Эорлу и его людям заброшенную землю Каленардон, в то время — северную окраину Гондора. Эорл и Кирион обменялись нерушимыми клятвами в вечной дружбе на могиле Элендила на Халифириэне. На север были посланы гонцы, и весь Эотеод переселился на равнины Каленардона. С тех пор Эотеод называл себя «эорлингас» («последователи Эорла»), но на синдарине их стали называть рохиррим, или владыками коней, а их страну — Роханом, страной всадников. Эорл, будучи «владыкой Эотеода», стал первым королём Рохана.